# Аугсбюрт
Аугсбюрт (нід. Augsbuurt, фриз. Augsbuert-Lytsewâld) — село в нідерландській провінції Фрисландія. Входить до муніципалітету Північно-Східна Фрисландія.
Його площа становить 4,50 км², а населення станом на 2021 рік складало 85 осіб.
Перша згадка про населений пункт датується 15-им сторіччям.

## Галерея

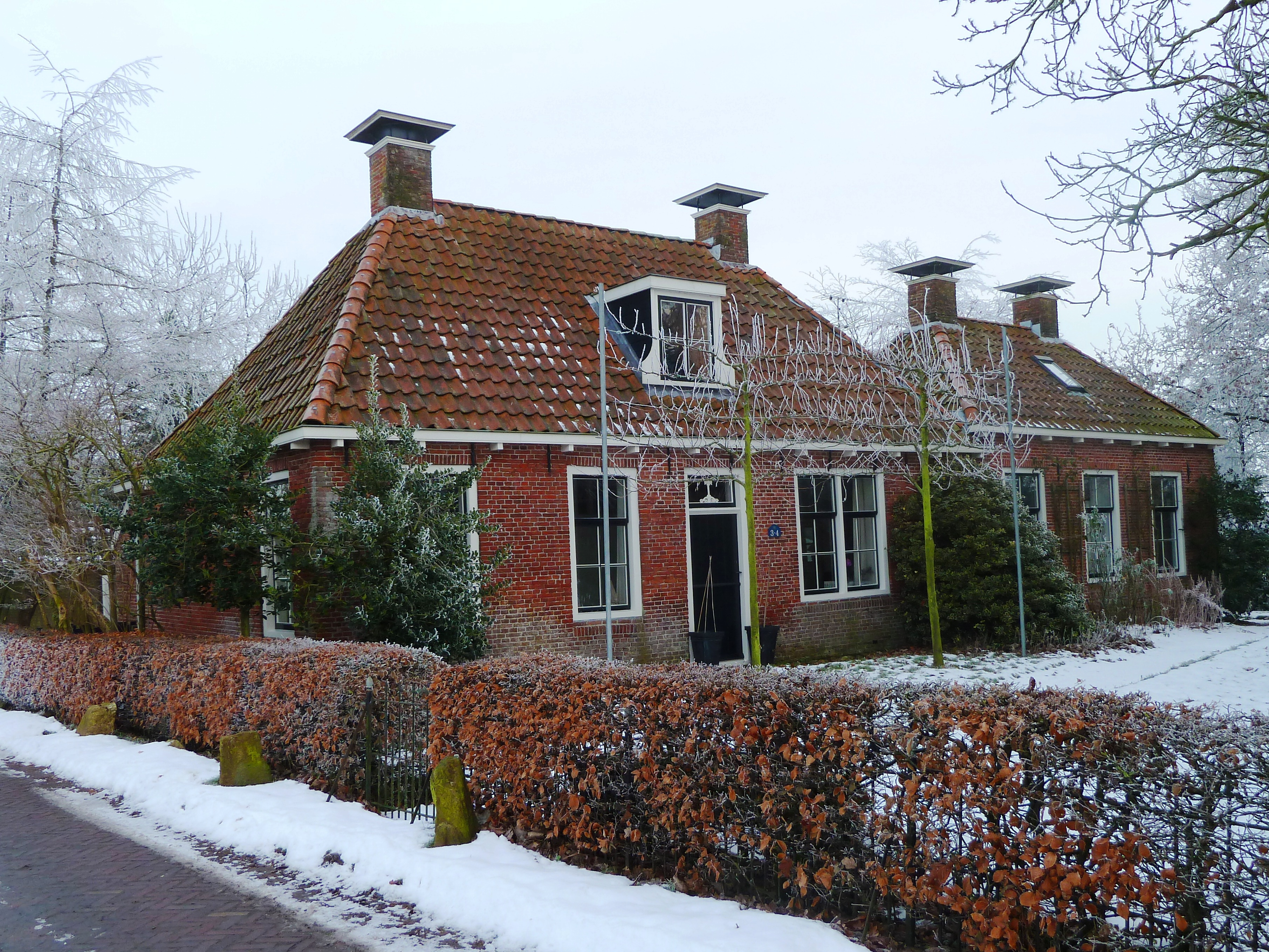
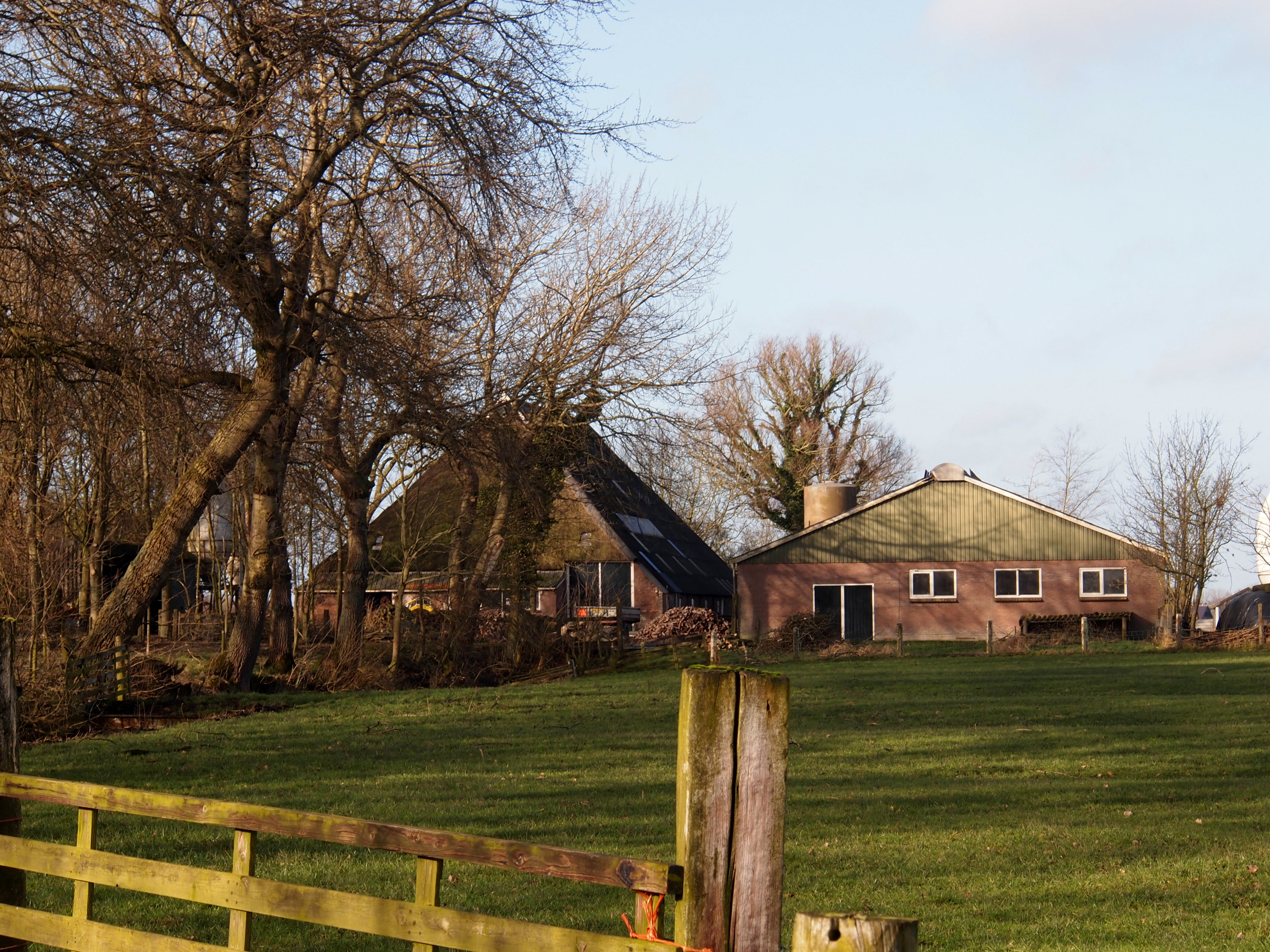
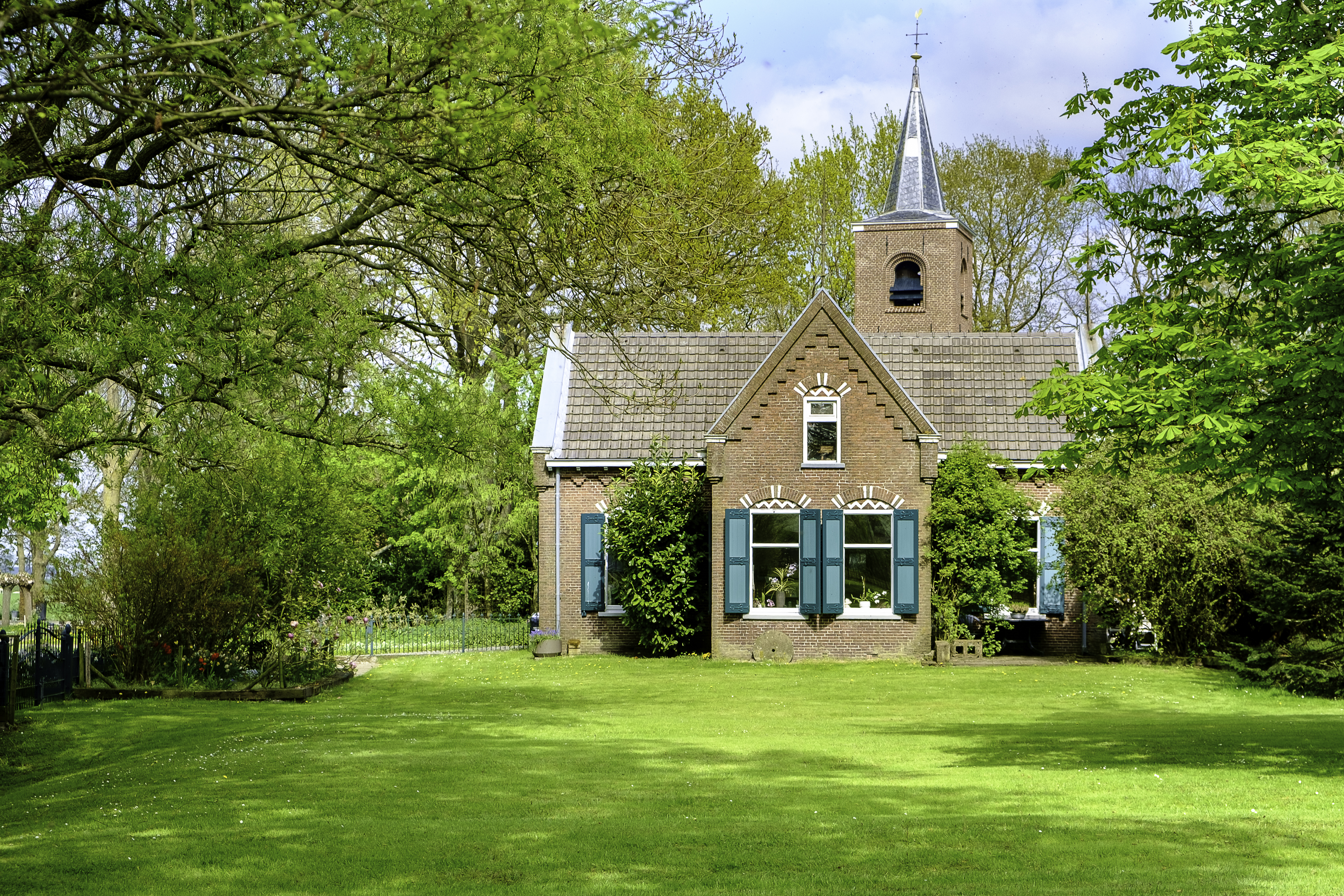
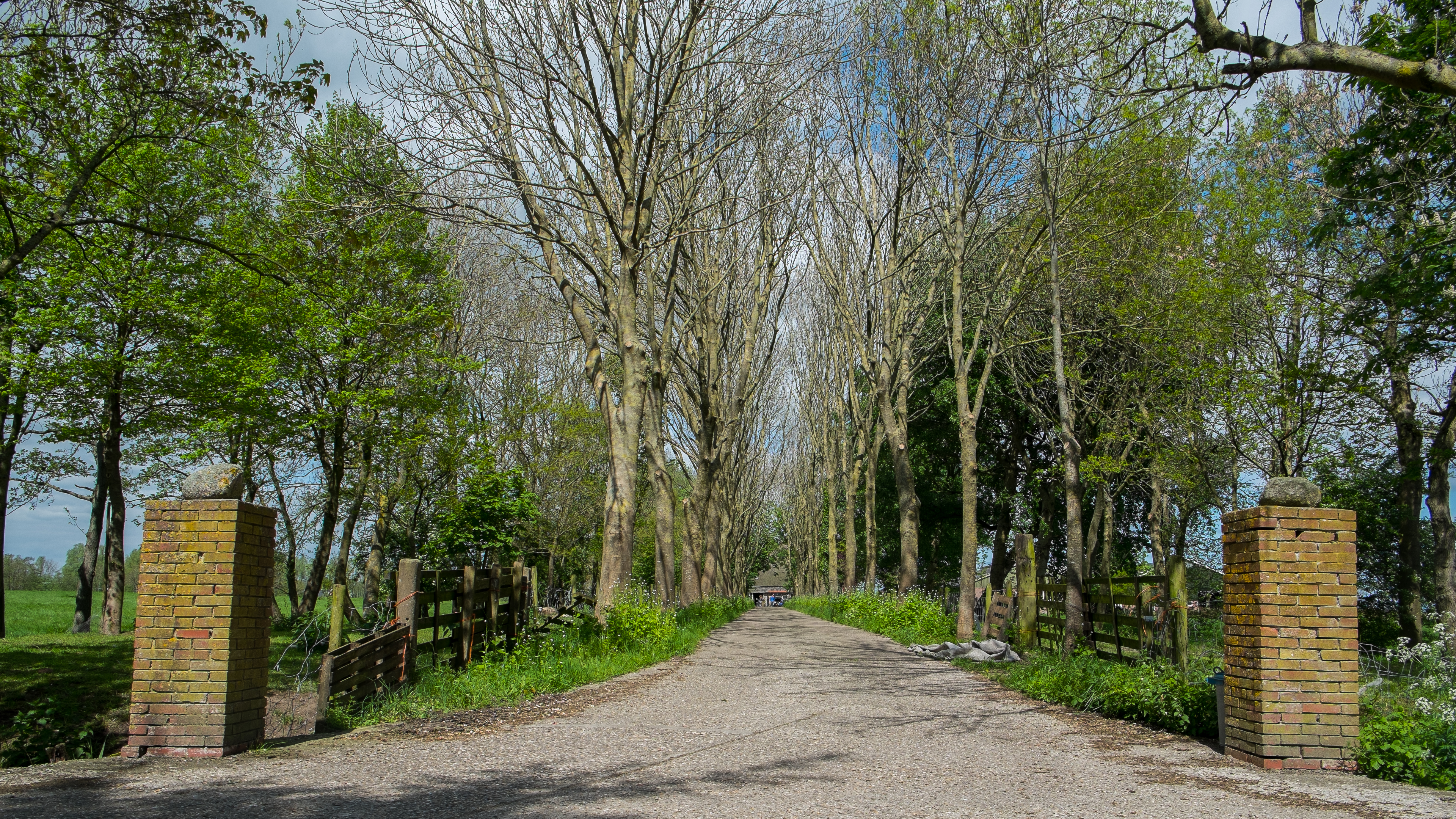